# Neohalosacciocolax
Neohalosacciocolax, monotipski rod crvenih algi iz porodice Palmariaceae, dio reda Palmariales. Jedina vrsta je morska alga N. aleuticus uz obale Aleuta; tipski lokalitet je Massacre Bay kod otoka Attu.